# Языковая социализация
Языкова́я социализа́ция — процесс овладения индивидуумом языка, как коммуникативным средством, с целью взаимодействия с обществом. Предусматривает усвоение речевых норм социальной среды, речевых традиций, стереотипов, а также элементов и структуры языка. Процесс языковой социализации длится на протяжении всей жизни индивидуума, особенно интенсивно он протекает в детском, подростковом возрастах. Языковая социализации способствует познанию мира, всестороннему развитию человека и усвоения норм поведения в обществе.

## Этапы языковой социализации
Выделяют три этапа языковой социализации:
1. первичный (языковая социализация ребёнка);
2. промежуточный (языковая социализация подростка);
3. устойчивый (языковая социализация взрослого индивидуума).

В каждом из этапов индивидуум проходит процесс социализации, который отличается разной интенсивностью. Известный советский психолог А. Н. Леонтьев утверждал, что «каждый отдельный человек учится быть человеком. Чтобы жить в обществе, ему недостаточно того, что даёт ему природа при его рождении. Он должен ещё овладеть тем, что было достигнуто в процессе исторического развития человеческого общества». Человек приобретает навыки произношения слов и звуков исключительно в обществе.

## Важность языковой социализации для индивидуума
По мере дифференциации и усложнения отношений растущего человека с окружающим миром умножается число социальных общностей, к которым одновременно принадлежит один и тот же индивид. До года-двух ребёнок просто дитя своих родителей, и это одна из его немногочисленных (пока) социальных ролей. Затем его отдают в детский сад, и он становится членом ещё одного сообщества. Дальше — группы сверстников во дворе, школьный класс, спортивные секции, кружки коллекционеров и т. п. После окончания школы человек становится членом таких социальных коллективов, как институт, завод, армия. Он не только участвует в совместной деятельности людей, составляющих ту или иную конкретную группу, но и наблюдает, как исполняют они различные роли. Поэтому, становясь взрослым, он формирует представление о разнообразных социальных ролях, включая и такие, которые сам ни разу не исполнял.
Всё это имеет прямое отношение к усвоению языка. Социализация невозможна без овладения речью, и не речью вообще, а речью данной социальной среды, нормами речевого поведения, свойственными этой среде. Язык является и компонентом социализации, и её инструментом.

## Различия в речевом общении у детей и подростков
У детей, пришедших в школу из разных в социальном и культурном отношении семей, часто обнаруживается неодинаковое владение языком, неравная способность к речевому общению. Различия касаются и активного запаса слов, умения связно говорить, и речевого приспособления к условиям общения. Эти различия сохраняются и в школьные годы, хотя совместное обучение детей разного социального происхождения в известной мере выравнивает их речь, уменьшает разницу во владении языком.
Английский психолог en:Basil BernsteinБ. Бернстайн сравнил речь двух групп подростков. В первой группе были дети из низших социальных слоев, не получившие систематического образования и работавшие рассыльными; во второй — учащиеся и выпускники так называемых высших частных школ (high public schools). В обеих группах — равное число подростков одного возраста. Их интеллектуальный уровень тоже был примерно одинаков (это устанавливалось специальными тестами). Каждый из членов этих двух групп дал короткое интервью на одну и ту же тему — о том, как он относится к возможной отмене пенальти в футболе. Интервью записывали на магнитофон и затем подвергали лингвистическому анализу. Этот анализ подтвердил заранее выдвинутую Б. Бернстайном гипотезу, согласно которой представители первой группы (низший социальный слой) используют менее богатый и менее разнообразный словарь, чем представители второй группы. Делались эксперименты по изучению и различий в синтаксических способностях подростков из разных социальных групп: оказалось, что у ребят из бедных семей синтаксис более ограничен и однообразен, чем у учащихся и выпускников частных школ.

## Отличительные особенности речи молодых людей
- Жаргонизм;
- Просторечие;
- Англицизмы;
- Американизмы;
- Вульгарно-бранная (Инвективная лексика).

Все эти особенности зачастую свидетельствуют о недопустимо низком уровне коммуникативно-речевой культуры большой части молодежи.

## Владение языком
Владеть языком означает:
- уметь выражать заданный смысл различными способами;
- уметь извлекать из сказанного на данном языке смысл, в частности — различать внешне сходные, но разные по смыслу высказывания и находить общий смысл у внешне различных высказываний;
- уметь отличать правильные в языковом отношении высказывания от неправильных.

## Уровни владения языком
Апресян, Юрий Дереникович одним из первых в отечественной лингвистике расчленил понятие «владение языком» на составляющие:
- Лингвистический (предполагает свободное «манипулирование» языком безотносительно к характеру его использования в тех или иных сферах человеческой деятельности.)
- Энциклопедический (предполагает знание не только слова, но и «мира слова», то есть того реального мира, который стоит за словом.)
- Национально-культурный (предполагает владение национально обусловленной спецификой использования языковых средств. Носители того или иного языка, с детства овладевая словарем, грамматикой, системой произносительных и интонационных средств данного языка, незаметно для себя, чаще всего неосознанно, впитывают и национальные формы культуры, материальной и духовной. Нередко эти культурные обычаи бывают связаны со специфическим использованием языка, его выразительных средств.)